# Petit-Palais-et-Cornemps
Petit-Palais-et-Cornemps is een gemeente in het Franse departement Gironde (regio Nouvelle-Aquitaine). De plaats maakt deel uit van het arrondissement Libourne. Petit-Palais-et-Cornemps telde op 1 januari 2022 738 inwoners.

## Geografie
De oppervlakte van Petit-Palais-et-Cornemps bedroeg op 1 januari 2022 14,32 vierkante kilometer; de bevolkingsdichtheid was toen 51,5 inwoners per km².

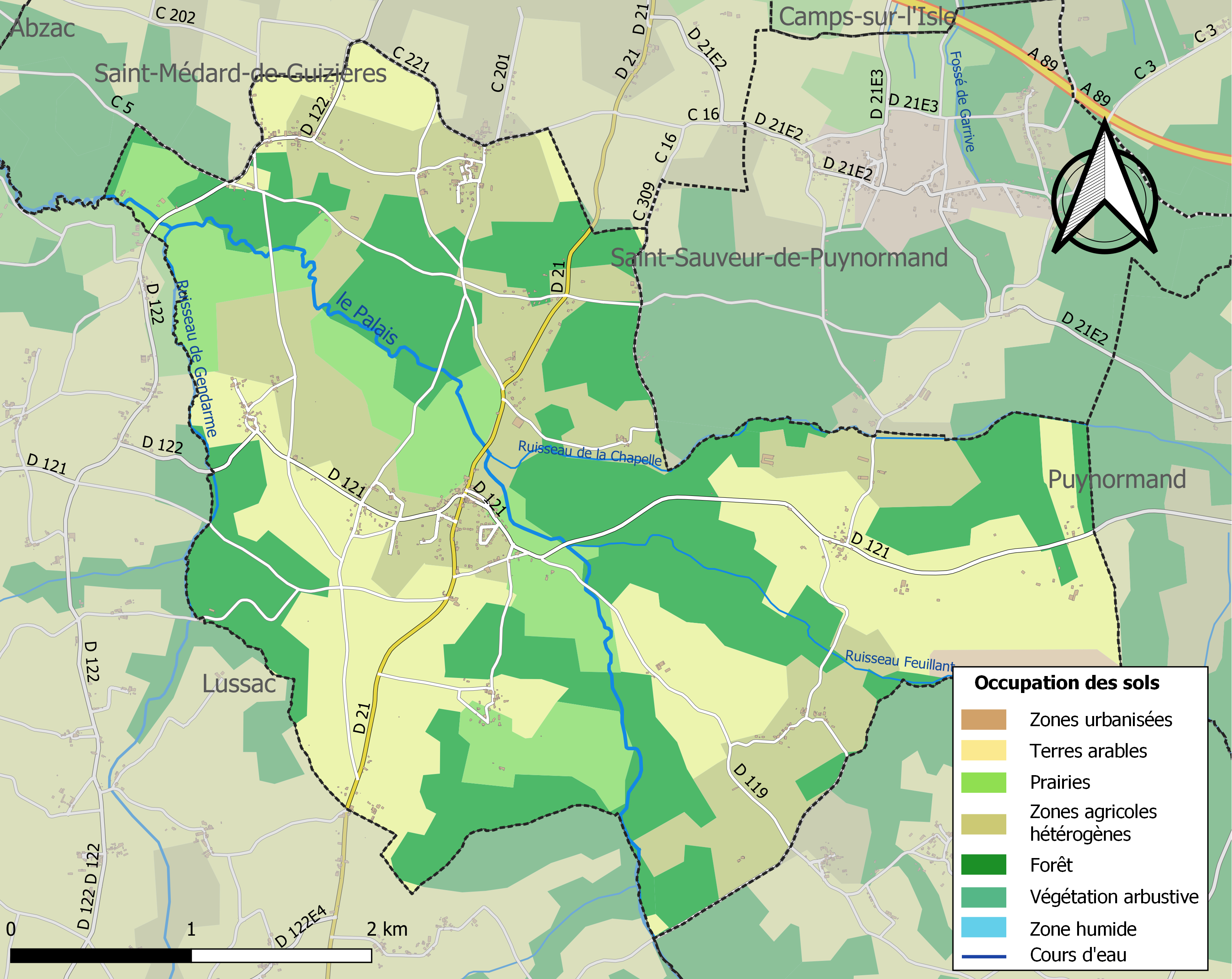
Kaart van de gemeente met belangrijkste infrastructuur, bodemgebruik en omliggende gemeenten

## Demografie
Onderstaande figuur toont het verloop van het inwonertal (bron: INSEE-tellingen).